# El Chorrillo (Argentina)
El Chorrillo es un barrio de la ciudad de Juana Koslay, Departamento Juan Martín de Pueyrredón, provincia de San Luis, Argentina. Es cabecera de las autoridades del municipio de Juana Koslay. Se accede por la Ruta Nacional 7, a pocos km al este de la ciudad de San Luis.

## Población
Contaba con 5,881 habitantes (Indec, 2001). Forma parte del componente Juana Koslay que cuenta con 12,467 habitantes (Indec, 2010) que integra la metrópolis del Gran San Luis.

## Casa de Gobierno Terrazas del Portezuelo
Terrazas del Portezuelo es la denominación de un conjunto de edificios y parque cívico en el cual se ha construido la Casa de Gobierno de la provincia de San Luis, Argentina, primer edificio ecológico público del país, inaugurado el 9 de julio de 2010 como homenaje al bicentenario de la Revolución de Mayo por el gobernador Alberto Rodríguez Saá, el impulsor del proyecto. Su condición de primer edificio público sustentable de la República Argentina fue certificado por la Fundación Proyecto Climático iniciada por Al Goreen octubre de 2011. Este emprendimiento está destinado a sede de la administración pública provincial y se encuentra en un cerro de unas 20 hectáreas poblado por flora autóctona ubicado en las márgenes del Dique Chico, un reservorio de agua para riego emplazado en una depresión de la cadena serrana puntana, en la periferia sur de la ciudad de San Luisy en el ingreso de la ciudad de Juana Koslay, en un punto señalado por algunos expertos como el lugar original de la fundación de la ciudad. Tiene vistas panorámicas hacia la ciudad, el Portezuelo y las sierras de San Luis. Se conecta con la ciudad de San Luis a través de la avenida circundante al mismo, la Avenida Parque y la ruta N.º 147 y desde la Autopista Ruta N.º 7 llamada ‘Serranías Puntanas’. El proyecto del lugar pertenece al arquitecto cordobés Esteban Bondone y fue pensado como un parque cívico y sustentable en el que conviven espacios y edificios de uso público.
Además de la Casa de Gobierno, el centro cívico está compuesto por cuatro edificios ministeriales: Proyección a Futuro (Tecnología), Estrategias (Desarrollo Estratégico), Conservador (Economía) y Capital (Recursos Humanos). El conjunto se cierra con una plaza pública y el Hito del Bicentenario, una torre de 125 metros de altura.

## Bares y boliches
El barrio concentra la movida nocturna más importante de la provincia, donde los más jóvenes y adultos pueden disfrutar sin ningún tipo de dificultad. Los bares y boliches abren sus puertas a partir del día jueves y todos los feriados, cualquier día de la semana. Los boliches nocturnos más destacados se encuentran: Flay Disco, Aqua y La Mega.

## Estación de Interconexión Regional de Ómnibus
La Estación de Interconexión Regional de Ómnibus se encuentra en el ingreso de la localidad pasando el Puente Derivador que divide la Ciudad de San Luis con Juana Koslay, cuenta con un importante shopping, locales, restaurante, bancos, cafeterías y cines. Con el fin de consolidar el turismo de la provincia a nivel nacional, optimar el desarrollo urbano de la ciudad, generar mayor fluidez vial y prestar un mejor servicio al usuario del sistema de transporte de pasajeros, al ciudadano de San Luis y al visitante, se inaugura el 17 de diciembre de 2012 la Estación de Interconexión Regional de Ómnibus de San Luis, abierta al público las 24 hs. los 365 días del año. Este magnífico edificio cuyo techo está inspirado en las líneas ondulantes de las sierras de San Luis integrándolo visualmente al paisaje circundante, se construyó en tres niveles con un gran hall central de distribución. En la Planta Baja se encuentra el hall de acceso, locales comerciales, patio de comidas, lugar de espera de colectivos y dársenas. En el Primer Piso se ubican las boleterías y en el Subsuelo la zona de despacho y recepción de encomiendas, guarda equipajes, depósitos y playa de estacionamiento cubierta.